# Cenochlora quieta
Cenochlora quieta là một loài bướm đêm trong họ Geometridae.